# Schleife
Schleife, in alto sorabo Slepo, è un comune di 2.740 abitanti della Sassonia, in Germania.
Appartiene al circondario (Landkreis) di Görlitz (targa GR) ed è parte della comunità amministrativa (Verwaltungsgemeinschaft) di Schleife.